# Angelus der Karmelit

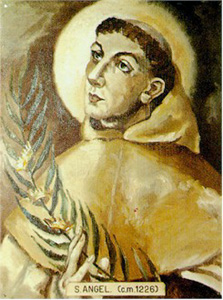
Bild des heiligen Angelus (unbekannter Maler aus dem 15. Jahrhundert)

Angelus der Karmelit (* 1185 in Jerusalem; † 5. Mai um 1220 in Licata, Italien) war ein Geistlicher im Orden der Brüder der allerseligsten Jungfrau Maria vom Berge Karmel aus Palästina, der vermutlich nach Italien kam, um dort vom Papst die Approbation der Ordensregel zu erhalten. Er wird in der römisch-katholischen Kirche als Märtyrer und Heiliger verehrt.

## Leben
Angelus wurde um 1185 in Jerusalem als Sohn eines konvertierten Juden geboren. Er lebte am Fuße des Berges Karmel und am Jordan als Eremit. Zu Beginn des 13. Jahrhunderts war er in den von Berthold von Kalabrien (1140–1195) gegründeten Orden der Karmeliten eingetreten und kam als erster Bußprediger nach Italien. Seine Missionstätigkeiten führten ihn nach Süditalien und nach Sizilien, wo er am 5. Mai 1220 oder 1225 in Licata den Märtyrertod starb.
Angelus soll Visionen gehabt haben und Wunder gewirkt haben. Legendarischer Überlieferungen zufolge sollen bei seinen Predigten um seinen Mund herum Lilien und Rosen erschienen sein. Als Angelus einem Grundbesitzer seinen unchristlichen Lebenswandel vorwarf und ihn auch deswegen tadelte, ließ ihn dieser mit einem Schwert erschlagen.

## Verehrung und Heiligsprechung

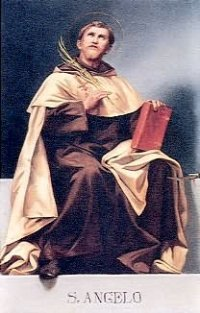
Darstellung im Habit mit Buch und Palmwedel

Schon kurz nach seinem Tode begann auf Sizilien die Verehrung des Ordensbruders, die sich auch auf das italienische Festland ausbreitete. Nach der Erhebung der Gebeine wurden diese nach Licata in eine Kirche übertragen. 1459 sprach Papst Pius II. (1458–1464) Angelus den Karmeliten heilig. Sein Gedenktag ist der 5. Mai.
Der hl. Angelus wird in jungem Alter im karmelitanischen Habit dargestellt, seine Attribute sind ein Buch, Lilien, Rosen, ein Schwert oder auch Palmwedel.